# 14e étape du Tour d'Italie 2013
La 14e étape du Tour d'Italie 2013, longue de 180 km, s'est déroulée le samedi 18 mai 2013 entre les villages de Cervere et Bardonèche.
Mauro Santambrogio est disqualifié après un contrôle positif à l'EPO effectué au terme de la première étape. Il perd sa victoire qui revient à Vincenzo Nibali. La deuxième place reste vacante.

## Parcours de l'étape
La figure suivante schématise le parcours.

## Déroulement de la course
Au pied de l'ascension finale, les deux derniers rescapés de l'échappée matinale (Colbrelli et Paolini) ont été repris. L'équipe Sky a imposé un gros tempo dès le pied. Vincenzo Nibali a accéléré à deux kilomètres du sommet, et Santambrogio a été le seul à suivre. Ce dernier a remporté l'étape dans le brouillard. Mais un contrôle positif à l'EPO effectué au terme de la première étape a annulé tous ses résultats sur ce Giro. Carlos Betancur a fini à neuf secondes du duo Transalpin, tandis que Evans a cédé 33 secondes en étant débordé dans le dernier kilomètre par Urán et Sanchez notamment. Le seul côté négatif de la journée pour Nibali a été l'abandon sur chute d'Alessandro Vanotti.

## Résultats de l'étape

### Sprints
| 1. Sprint intermédiaire de Pignerol (km 71,1) | 1. Sprint intermédiaire de Pignerol (km 71,1) | 1. Sprint intermédiaire de Pignerol (km 71,1) | 1. Sprint intermédiaire de Pignerol (km 71,1) | 1. Sprint intermédiaire de Pignerol (km 71,1) | 1. Sprint intermédiaire de Pignerol (km 71,1) |
|                                               | Coureur                                       | Pays                                          | Équipe                                        |                                               | Point(s)                                      |
| --------------------------------------------- | --------------------------------------------- | --------------------------------------------- | --------------------------------------------- | --------------------------------------------- | --------------------------------------------- |
| 1er                                           | Sonny Colbrelli                               | Italie                                        | Bardiani Valvole-CSF Inox                     |                                               | 8                                             |
| 2e                                            | Luca Paolini                                  | Italie                                        | Katusha                                       |                                               | 6                                             |
| 3e                                            | Daniele Pietropolli                           | Italie                                        | Lampre-Merida                                 |                                               | 4                                             |
| 4e                                            | Matteo Trentin                                | Italie                                        | Omega Pharma-Quick Step                       |                                               | 3                                             |
| 5e                                            | Giacomo Nizzolo                               | Italie                                        | RadioShack-Leopard                            |                                               | 2                                             |
| 6e                                            | Mark Cavendish                                | Grande-Bretagne                               | Omega Pharma-Quick Step                       |                                               | 1                                             |
| modifier                                      |                                               |                                               |                                               |                                               |                                               |

| 2. Sprint intermédiaire de Bardonèche (km 171,5) | 2. Sprint intermédiaire de Bardonèche (km 171,5) | 2. Sprint intermédiaire de Bardonèche (km 171,5) | 2. Sprint intermédiaire de Bardonèche (km 171,5) | 2. Sprint intermédiaire de Bardonèche (km 171,5) | 2. Sprint intermédiaire de Bardonèche (km 171,5) |
|                                                  | Coureur                                          | Pays                                             | Équipe                                           |                                                  | Point(s)                                         |
| ------------------------------------------------ | ------------------------------------------------ | ------------------------------------------------ | ------------------------------------------------ | ------------------------------------------------ | ------------------------------------------------ |
| 1er                                              | Sonny Colbrelli                                  | Italie                                           | Bardiani Valvole-CSF Inox                        |                                                  | 8                                                |
| 2e                                               | Daniele Pietropolli                              | Italie                                           | Lampre-Merida                                    |                                                  | 6                                                |
| 3e                                               | Luca Paolini                                     | Italie                                           | Katusha                                          |                                                  | 4                                                |
| 4e                                               | Matteo Trentin                                   | Italie                                           | Omega Pharma-Quick Step                          |                                                  | 3                                                |
| 5e                                               | Giovanni Visconti                                | Italie                                           | Movistar                                         |                                                  | 2                                                |
| 6e                                               | Dario Cataldo                                    | Italie                                           | Sky                                              |                                                  | 1                                                |
| modifier                                         |                                                  |                                                  |                                                  |                                                  |                                                  |

| Sprint final de Bardonèche (Jafferau) (km 180) | Sprint final de Bardonèche (Jafferau) (km 180) | Sprint final de Bardonèche (Jafferau) (km 180) | Sprint final de Bardonèche (Jafferau) (km 180) | Sprint final de Bardonèche (Jafferau) (km 180) | Sprint final de Bardonèche (Jafferau) (km 180) |
|                                                | Coureur                                        | Pays                                           | Équipe                                         |                                                | Point(s)                                       |
| ---------------------------------------------- | ---------------------------------------------- | ---------------------------------------------- | ---------------------------------------------- | ---------------------------------------------- | ---------------------------------------------- |
| 1er                                            | Vincenzo Nibali                                | Italie                                         | Astana                                         |                                                | 20                                             |
| 3e                                             | Carlos Betancur                                | Colombie                                       | AG2R La Mondiale                               |                                                | 16                                             |
| 4e                                             | Samuel Sánchez                                 | Espagne                                        | Euskaltel Euskadi                              |                                                | 14                                             |
| 5e                                             | Rigoberto Urán                                 | Colombie                                       | Sky                                            |                                                | 12                                             |
| 6e                                             | Cadel Evans                                    | Australie                                      | BMC Racing                                     |                                                | 10                                             |
| 7e                                             | Domenico Pozzovivo                             | Italie                                         | AG2R La Mondiale                               |                                                | 9                                              |
| 8e                                             | Robert Kišerlovski                             | Croatie                                        | RadioShack-Leopard                             |                                                | 8                                              |
| 9e                                             | Sonny Colbrelli                                | Italie                                         | Bardiani Valvole-CSF Inox                      |                                                | 7                                              |
| 10e                                            | Damiano Caruso                                 | Italie                                         | Cannondale                                     |                                                | 6                                              |
| 11e                                            | Rafał Majka                                    | Pologne                                        | Saxo-Tinkoff                                   |                                                | 5                                              |
| 12e                                            | Yury Trofimov                                  | Russie                                         | Katusha                                        |                                                | 4                                              |
| 13e                                            | Franco Pellizotti                              | Italie                                         | Androni Giocattoli-Venezuela                   |                                                | 3                                              |
| 14e                                            | Diego Rosa                                     | Italie                                         | Androni Giocattoli-Venezuela                   |                                                | 2                                              |
| 15e                                            | Przemysław Niemiec                             | Pologne                                        | Lampre-Merida                                  |                                                | 1                                              |
| modifier                                       |                                                |                                                |                                                |                                                |                                                |

### Ascension
En raison des mauvaises conditions météorologiques (neige), la montée sur Sestrières (2e catégorie, km 125) a été annulée. Le parcours est modifié de manière à rejoindre directement la montée finale sur Bardonèche. En conséquence, l'étape est rallongée à 180 km au lieu des 168 km initialement prévus.
| 1. Montée de Bardonèche, 1re catégorie (km 180) | 1. Montée de Bardonèche, 1re catégorie (km 180) | 1. Montée de Bardonèche, 1re catégorie (km 180) | 1. Montée de Bardonèche, 1re catégorie (km 180) | 1. Montée de Bardonèche, 1re catégorie (km 180) | 1. Montée de Bardonèche, 1re catégorie (km 180) |
|                                                 | Coureur                                         | Pays                                            | Équipe                                          |                                                 | Point(s)                                        |
| ----------------------------------------------- | ----------------------------------------------- | ----------------------------------------------- | ----------------------------------------------- | ----------------------------------------------- | ----------------------------------------------- |
| 1er                                             | Vincenzo Nibali                                 | Italie                                          | Astana                                          |                                                 | 9                                               |
| 3e                                              | Carlos Betancur                                 | Colombie                                        | AG2R La Mondiale                                |                                                 | 5                                               |
| 4e                                              | Samuel Sánchez                                  | Espagne                                         | Euskaltel Euskadi                               |                                                 | 3                                               |
| 5e                                              | Rigoberto Urán                                  | Colombie                                        | Sky                                             |                                                 | 2                                               |
| 6e                                              | Cadel Evans                                     | Australie                                       | BMC Racing                                      |                                                 | 1                                               |
| modifier                                        |                                                 |                                                 |                                                 |                                                 |                                                 |

### Classement à l'arrivée
| Classement de l'étape | Classement de l'étape | Classement de l'étape | Classement de l'étape     | Classement de l'étape | Classement de l'étape |
|                       | Coureur               | Pays                  | Équipe                    |                       | Temps                 |
| --------------------- | --------------------- | --------------------- | ------------------------- | --------------------- | --------------------- |
| Vainqueur             | Vincenzo Nibali       | Italie                | Astana                    | en                    | 4 h 42 min 55 s       |
| 3e                    | Carlos Betancur       | Colombie              | AG2R La Mondiale          |                       | 9 s                   |
| 4e                    | Samuel Sánchez        | Espagne               | Euskaltel Euskadi         |                       | 26 s                  |
| 5e                    | Rigoberto Urán        | Colombie              | Sky                       |                       | 30 s                  |
| 6e                    | Cadel Evans           | Australie             | BMC Racing                |                       | 33 s                  |
| 7e                    | Domenico Pozzovivo    | Italie                | AG2R La Mondiale          |                       | 33 s                  |
| 8e                    | Robert Kišerlovski    | Croatie               | RadioShack-Leopard        |                       | 33 s                  |
| 9e                    | Sonny Colbrelli       | Italie                | Bardiani Valvole-CSF Inox |                       | 55 s                  |
| 10e                   | Damiano Caruso        | Italie                | Cannondale                |                       | 58 s                  |
| modifier              |                       |                       |                           |                       |                       |

## Classements à l'issue de l'étape

### Classement général
| Classement général | Classement général | Classement général | Classement général        | Classement général | Classement général |
|                    | Coureur            | Pays               | Équipe                    |                    | Temps              |
| ------------------ | ------------------ | ------------------ | ------------------------- | ------------------ | ------------------ |
| 1er                | Vincenzo Nibali    | Italie             | Astana                    | en                 | 57 h 20 min 52 s   |
| 2e                 | Cadel Evans        | Australie          | BMC Racing                | +                  | 1 min 26 s         |
| 3e                 | Rigoberto Urán     | Colombie           | Sky                       |                    | 2 min 46 s         |
| 4e                 | Mauro Santambrogio | Italie             | Vini Fantini-Selle Italia |                    | 2 min 47 s         |
| 5e                 | Michele Scarponi   | Italie             | Lampre-Merida             |                    | 3 min 53 s         |
| 6e                 | Przemysław Niemiec | Pologne            | Lampre-Merida             |                    | 4 min 55 s         |
| 7e                 | Domenico Pozzovivo | Italie             | AG2R La Mondiale          |                    | 5 min 2 s          |
| 8e                 | Rafał Majka        | Pologne            | Saxo-Tinkoff              |                    | 5 min 32 s         |
| 9e                 | Carlos Betancur    | Colombie           | AG2R La Mondiale          |                    | 5 min 39 s         |
| 10e                | Beñat Intxausti    | Espagne            | Movistar                  |                    | 5 min 41 s         |
| modifier           |                    |                    |                           |                    |                    |

### Classement par points
| Classement par points | Classement par points | Classement par points | Classement par points     | Classement par points | Classement par points |
|                       | Coureur               | Pays                  | Équipe                    |                       | Point(s)              |
| --------------------- | --------------------- | --------------------- | ------------------------- | --------------------- | --------------------- |
| 1er                   | Mark Cavendish        | Grande-Bretagne       | Omega Pharma-Quick Step   |                       | 109                   |
| 2e                    | Cadel Evans           | Australie             | BMC Racing                |                       | 83                    |
| 3e                    | Mauro Santambrogio    | Italie                | Vini Fantini-Selle Italia |                       | 77                    |
| modifier              |                       |                       |                           |                       |                       |

### Classement du meilleur grimpeur
| Classement du meilleur grimpeur | Classement du meilleur grimpeur | Classement du meilleur grimpeur | Classement du meilleur grimpeur | Classement du meilleur grimpeur | Classement du meilleur grimpeur |
|                                 | Coureur                         | Pays                            | Équipe                          |                                 | Point(s)                        |
| ------------------------------- | ------------------------------- | ------------------------------- | ------------------------------- | ------------------------------- | ------------------------------- |
| 1er                             | Stefano Pirazzi                 | Italie                          | Bardiani Valvole-CSF Inox       |                                 | 47                              |
| 2e                              | Jackson Rodríguez               | Venezuela                       | Androni Giocattoli-Venezuela    |                                 | 26                              |
| 3e                              | Robinson Chalapud               | Colombie                        | Colombia                        |                                 | 23                              |
| modifier                        |                                 |                                 |                                 |                                 |                                 |

### Classement du meilleur jeune
| Classement du meilleur jeune | Classement du meilleur jeune | Classement du meilleur jeune | Classement du meilleur jeune | Classement du meilleur jeune | Classement du meilleur jeune |
|                              | Coureur                      | Pays                         | Équipe                       |                              | Temps                        |
| ---------------------------- | ---------------------------- | ---------------------------- | ---------------------------- | ---------------------------- | ---------------------------- |
| 1er                          | Rafał Majka                  | Pologne                      | Saxo-Tinkoff                 | en                           | 57 h 26 min 24 s             |
| 2e                           | Carlos Betancur              | Colombie                     | AG2R La Mondiale             | +                            | 7 s                          |
| 3e                           | Wilco Kelderman              | Pays-Bas                     | Blanco                       |                              | 7 min 51 s                   |
| modifier                     |                              |                              |                              |                              |                              |

### Classements par équipes

#### Classement au temps
| Classement par équipes au temps | Classement par équipes au temps | Classement par équipes au temps | Classement par équipes au temps | Classement par équipes au temps |
|                                 | Équipes                         | Pays                            |                                 | Temps                           |
| ------------------------------- | ------------------------------- | ------------------------------- | ------------------------------- | ------------------------------- |
| 1re                             | Sky                             | Royaume-Uni                     | en                              | 171 h 36 min 21 s               |
| 2e                              | Blanco                          | Pays-Bas                        | +                               | 7 min 2 s                       |
| 3e                              | Lampre-Merida                   | Italie                          |                                 | 7 min 15 s                      |
| modifier                        |                                 |                                 |                                 |                                 |

#### Classement aux points
| Classement par équipes aux points | Classement par équipes aux points | Classement par équipes aux points | Classement par équipes aux points | Classement par équipes aux points |
|                                   | Équipes                           | Pays                              |                                   | Point(s)                          |
| --------------------------------- | --------------------------------- | --------------------------------- | --------------------------------- | --------------------------------- |
| 1re                               | Sky                               | Royaume-Uni                       |                                   | 194                               |
| 2e                                | BMC Racing                        | États-Unis                        |                                   | 182                               |
| 3e                                | AG2R La Mondiale                  | France                            |                                   | 173                               |
| modifier                          |                                   |                                   |                                   |                                   |

## Abandons
- Daniele Bennati (Saxo-Tinkoff) : non-partant.
- Jack Bobridge (Blanco) : non-partant.
- Karsten Kroon (Saxo-Tinkoff) : non-partant.
- Gert Steegmans (Omega Pharma-Quick Step) : non-partant.
- Enrico Battaglin (Bardiani Valvole-CSF Inox) : abandon.
- David Millar (Garmin-Sharp) : abandon.
- Alessandro Vanotti (Astana) : abandon.